# Poblado de Son Mercer de Baix

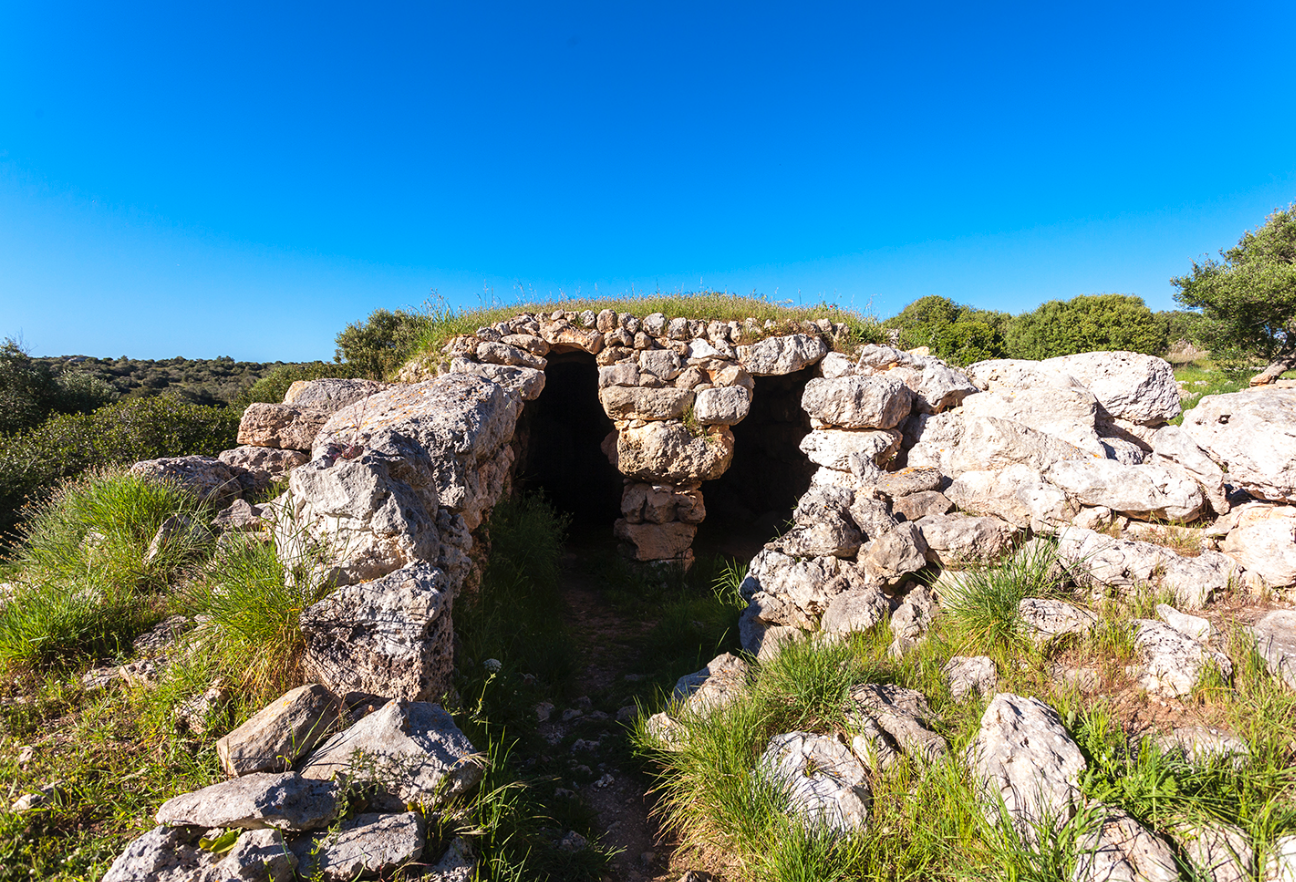
Vista desde el exterior de la Cova des Moro o naveta 1 de Son Mercer de Baix

El poblado de Son Mercer de Baix (Ferrerías - Menorca) es un Bien de Interés Cultural que se encuentra situado en la parte alta del lado este del Barranc d'En Fideu. No se trata de un poblado de época talayótica, sino que corresponde a la fase anterior, conocida como periodo pretalayótico o naviforme, que se sitúa en la Edad del Bronce (II milenio a. C.). A pesar de que el poblado fue abandonado en un momento indeterminado y no se encuentran restos talayóticos, si que se observan algunas estructuras posteriores, concretamente de época romana. Este hecho evidencia una segunda ocupación, aunque más puntual que la primera, puesto que estos restos no son  muy  abundantes. Las  viviendas  propias  del  periodo pretalayótico  o naviforme, son  las estructuras conocidas como Naveta de habitación.  Estas  se  caracterizan  por su planta  alargada,  sin compartimentaciones  internas.  No  se debe confundir  con  las navetas funerarias como la Naveta des Tudons,  que tenían una función totalmente diferente. En el poblado de Son Mercer de Baix se observan varias navetas, pero la mejor conservada es la conocida como “sa Cova des Moro” (la cueva del moro), la primera que se encuentra entrando al poblado.

## Descripción de las navetas
- Naveta 1: conocida popularmente como "la Cova des Moro" presenta una planta en forma de herradura alargada, con paredes construidas con técnica de construcción ciclópea, y conserva parte de la cubierta. Esta está construida con grandes losas, sostenidas por tres columnas de tipo mediterráneo, construidas con grandes piedras y más estrechas por abajo que por arriba. La primera de las columnas fue restaurada en el año 2002 en un proyecto en el que también se incluyó la excavación de las estructuras adosadas en el lado este de la naveta. Estas, como se puede observar, fueron construidas con un sistema totalmente diferente y datan de época romana.

- Naveta 2: presenta una planta en forma de herradura poco alargada, y un ábside semicircular. Se observa una banqueta en el lado izquierdo de la entrada, la cual está orientada al este, y fue excavada en 1962 por Maria Lluïsa Serra.

- Naveta 3: se encuentra justo al lado de la naveta 2 y es una estructura muy similar a la anterior pero con la particularidad que está orientada en posición contraria, por tanto, con la puerta situada al oeste. Esta presenta una planta algo más ovalada, y fue excavada entre los años 1977 y 1982.

- Naveta 4: con 18 metros de longitud, es la más grande del poblado, aunque también es la que conserva menos altura de muros, los cuales son de doble paramento. Se trata de un edificio de planta en forma herradura alargada, orientada hacia el sur, y que conserva un paramento simple a la entrada. Es la que se acerca más a las características de una naveta típica. Adosados a la naveta 4 por la parte este, se encuentran una serie de habitaciones de tendencia cuadrangular, construidas también con muros de doble paramento, que tienen la particularidad de ser el lugar donde se documentaron, durante las tareas de excavación arqueológica, los restos de diferentes utensilios utilizados para trabajar el metal, concretamente el bronce. Es por ello que se ha propuesto que estos espacios podrían considerarse parte de un taller de manufactura metalúrgica. Destacan entre estos hallazgos, un lingote de bronce, varios crisoles y escoria de metal.[4][5][6]

## Periodo cronológico
- Bronce Medio (1400 aC)
- Bronce Final (1000 aC)

## Intervenciones arqueológicas
Se han llevado a cabo diversas intervenciones arqueológicas. La primera fue en 1962, cuando la arqueóloga María Luisa Serra excavó la naveta 2. Entre 1977 y 1982 se excavaron las navetas 3 y 4. Durante los años posteriores se realizaron prospecciones alrededor del poblado. Finalmente en 2002 se excavó el exterior de la naveta de la Cova des Moro y se restituyó la columna de entrada.